# Narcisismo (psicoanálisis)
Narcisismo es para el psicoanálisis uno de sus conceptos básicos y puede ser definido haciendo alusión al mito de Narciso de manera general como el amor a la propia imagen.
En el desarrollo de su teoría, Sigmund Freud distinguió los conceptos narcisismo primario y narcisismo secundario, los que a su vez pueden definirse de manera más precisa como sigue:

El narcisismo primario designa un estado precoz en el que el niño catectiza toda su libido sobre sí mismo. El narcisismo secundario designa una vuelta sobre el yo de la libido, retirada de sus catexis objetales.

## Desarrollo y descripción del concepto
La utilización del término «narcisismo» es anterior al psicoanálisis. Aparentemente el primero en utilizarlo no fue Freud, sino el psicólogo francés Alfred Binet en 1887. En la definición de Binet el término designa a una variante de fetichismo focalizada en el propio cuerpo como objeto de deseo sexual. El concepto fue luego tomado por Havelock Ellis, para denominar un comportamiento sexual perverso relacionado metafóricamente con la historia de Narciso de la mitología griega.
Aunque Freud escribió su Introducción del Narcisismo, el ensayo más leído sobre este concepto, recién en 1914, aparentemente ya había utilizado el término con anterioridad. Según James Strachey, esto habría ocurrido por vez primera de manera verbal, en 1909 en una reunión de la Asociación Psicoanalítica Vienesa y Freud se habría referido aquí a un estadio intermedio entre el autoerotismo y el amor de objeto.
En 1910, Freud usaba el término narcisismo para referirse a la forma particular de elección de objeto de los sujetos homosexuales. Poco después, y en el contexto del análisis de las memorias de Daniel Paul Schreber, Freud opta por establecer una definición donde el narcisismo es un estadio evolutivo intermedio (entre el autoerotismo infantil temprano y la elección de objeto que finalmente conduce, acabado el período de latencia, al amor objetal).
Recién cuatro años después, a partir de su ensayo Introducción del narcisismo, el concepto adquiere además una significación económica (es decir, de equilibrio de energía) y dinámica, constituyendo el inicio de los escritos llamados metapsicológicos. Ahora, se funda por fin, el concepto como tal, lo que implica una reformulación teórica, ya que aparece una diferenciación de la libido en "libido yoica" y "libido de objeto"; hecho importante en el marco de la disputa de Freud con su discípulo Jung que propiciaba y sostuvo que la energía psíquica es única e indiferente. Freud, sin embargo sostiene de aquí en más, que hay una libido que -a partir del nuevo acto psíquico que funda el Yo del narcisismo primario (Ich Ideal)- catectizará (o investirá) "todas las representaciones del yo", que luego podrán ser volcadas en los objetos.
Resulta difícil establecer la significación del concepto de narcisismo, en particular en el caso del narcisismo primario, de manera definitiva. Dentro de la misma obra freudiana no se utiliza el término de manera unívoca y los diferentes autores postfreudianos lo utilizan y describen de maneras muy distintas. Sin embargo, la clave parece estar en la distinción entre el Ich Ideal y el Ideal Ich, el primero (Yo Ideal) equivalente a narcisimo primario, producto de la identificación primaria - aquella de mayor valencia del sujeto -  «que es a los progenitores porque aún no hay conocimiento de la diferencia sexual.»} Esta identificación inaugura "el nuevo acto psíquico" que permite al infante decir Yo, como unidad, gracias a la instauración del Superyó primitivo. 
El narcisismo dirá Freud que es un sistema (Freud,S. 1914. Introducción del Narcisismo, AE XIV). Este sistema está compuesto por ese Yo Ideal; por el Ideal del Yo ("el Yo ideal proyectado y escindido"), el Superyó y los Ich. Esa es la tópica de instancias, que junto a los aspectos económico-dinámicos (los tres aspectos conforman la metapsicología) dan por resultado el sistema narcisista.
De este sistema dependen la autoestima o imagen de sí (selbstgefühl), los estados del humor (depresión, manía, melancolía), las funciones de la idealización, el fenómeno funcional de Silberer del duermevela, la represión propiamente dicha y la sublimación.

## Definición freudiana del narcisismo secundario
Respecto del narcisismo secundario, más fácil de distinguir, la utilización freudiana puede establecerse como sigue:
- Narcisismo como forma de designar estados mentales patológicos (narcisismo esquizofrénico, por ejemplo, o en la «neurosis narcisista», que es modo como Freud denominó inicialmente las psicosis) donde la investidura libidinal que previamente estaba puesta en objetos recae ahora, regresivamente sobre el yo;

- Narcisismo como estructura estable (Yo realidad definitivo), donde existiría equilibrio desde el punto de vista económico (flujo de energía psíquica libidinal) porque las investiduras (catexis) estarían repartidas armónicamente entre los sistemas y los objetos;  desde el punto de vista tópico se puede afirmar que el componente estructural «ideal del yo» y superyó definitivo, se generan a partir del llamado sepultamiento del Complejo de Edipo (la también denominada "operatoria de la castración").[6]

En el segundo caso Freud no se refiere al narcisismo como fenómeno de regresión, ni como una fase evolutiva, sino que involucra una definición estructural.

### Divergencias en torno al narcisismo primario
Ya en la propia obra de Freud hay gran diversidad y fluctuaciones en la aplicación del término, debido probablemente a que él era quien estaba definiendo el concepto en el psicoanálisis. De una manera general, se refiere, con el término de narcisismo primario, al momento en que el niño se toma a sí mismo como objeto de amor, antes de elegir objetos externos.
Hasta 1915 sostendrá que se trata de aquel período intermedio entre el autoerotismo primitivo y la elección de objeto (la que posibilita el amor objetal no narcisista). Freud plantea que la diferenciación del yo como instancia psíquica surge de manera paralela a esta fase. 
Sin embargo, Freud vuelve a hacer ajustes a esta teoría cuando formula su modelo estructural de tres instancias Ello, Yo y Superyó.  
Con esta nueva concepción de narcisismo primario resulta inútil diferenciarlo de una fase previa autoerótica y Freud deja de utilizar el término "autoerotismo". 
Uno de los apotegmas centrales de Freud es que toda posición,  una vez alcanzada, no será nunca fácilmente abandonada, lo hace comprender que no hay ninguna de estas instancias que desaparezcan en un adulto. Freud denominará regresión al caso de que alguna de aquellas posiciones infantiles se presenten en la actualidad.
En cualquier caso, el narcisismo primario se trata de una fase completamente «anobjetal» (para Freud esto se debería a que aún no hay un Yo), cuya existencia ha sido cuestionada por muchos autores:
- Para Melanie Klein, por ejemplo, las relaciones tempranas infantiles son relaciones objetales, por lo tanto hablar de una fase narcisista no tiene sentido alguno si en el lactante existe desde un comienzo el yo y la relación objetal.

- Jean Laplanche y Jean Bertrand Pontalis apuntan en su Diccionario de Psicoanálisis además lo problemático que resulta imaginar desde el punto de vista tópico qué es lo que resulta catectizado cuando se habla de un narcisismo indiferenciado, anobjetal y previo a la constitución del yo. El término «narcisismo» no les parece a estos autores adecuado para designar una fase que es anobjetal y que no tiene nada que ver con las relaciones especulares a los que la etimología de la palabra alude.

- En la lectura de Jacques Lacan, el narcisismo primario es concomitante con el estadio del espejo, es decir con el momento en que el niño ve su propia imagen en el espejo como un todo, momento en que para Lacan surge la instancia yoica. Lacan recoge la diferenciación inicial de  Freud y utiliza el término "autoerotismo" para referirse a la fase previa, más temprana, de pulsiones parciales y de cuerpo fragmentado. Antes de la fase del espejo, el niño no ha visto nunca su cara ni su cuerpo completo, no ha podido sentirse como un Yo.